# Municipalité spéciale (république de Chine)
Pour les articles homonymes, voir Municipalité spéciale.
À Taïwan, la municipalité spéciale (chinois traditionnel : 直轄市 ; pinyin : zhíxiáshì, anglais : special municipality) est une subdivision administrative.

## Hiérarchie
Dans la hiérarchie des organes de gouvernement autonomes (anglais : self-governing bodies), elle se classe au premier niveau, au même rang que le comté et la ville provinciale.
Chaque municipalité spéciale est décomposée en districts,.

## Historique
La première municipalité spéciale à voir le jour est celle de Taipei, capitale du pays. La ville de Kaohsiung bénéficie également de ce statut à partir de 1979.
D'après l'amendement de 2007 du Local Government Act (chinois traditionnel : 地方制度法), tout comté dont la population atteint le seuil de deux millions d'habitants se voit attribuer le statut de quasi-municipalité spéciale (chinois traditionnel : 準直轄市 ; pinyin : zhǔnzhíxiáshì, anglais : quasi-special municipality). Un nouvel amendement de 2009 leur permet de postuler, sous condition de remplir plusieurs critères de développement, à une promotion au statut de quasi-municipalité. Onze comtés et villes provinciales se portent ainsi candidates dès la mise en œuvre de cette réforme, qui conduiraient à la création de sept nouvelles municipalités spéciales si tous les dossiers étaient validés. Après revue par le Yuan exécutif, seuls certains dossiers sont approuvés : le comté de Taipei devient Nouveau Taipei, la ville de Taichung fusionne avec le comté de Taichung, la ville de Tainan fusionne avec le comté de Tainan. Dans le même temps, la municipalité spéciale de Kaohsiung absorbe dans son périmètre le comté de Kaohsiung,. Cette réorganisation du découpage administratif prend effet le 25 décembre 2010,.
Après avoir automatiquement acquis le statut de quasi-municipalité spéciale en 2011, le comté de Taoyuan dépose un dossier de candidature auprès du Ministère de l'Intérieur en août 2012, après un refus lors de la procédure originelle en 2009. Cette seconde requête est acceptée : la ville de Taoyuan fusionne ainsi avec le comté de Taoyuan, la décision prenant effet le 25 décembre 2014,.

## Liste des municipalités spéciales
Elles sont actuellement au nombre de six :
1. New Taipei ;
2. Kaohsiung ;
3. Taichung ;
4. Tainan ;
5. Taipei ;
6. Taoyuan.

## Organisation
Chaque municipalité spéciale est représentée par un conseil municipal et un gouvernement municipal.
Le conseil municipal, chargé des activités législatives de la municipalité spéciale, est composé de membres élus pour un mandat de quatre ans renouvelable.
Le gouvernement municipal, chargé des activités administratives de la municipalité spéciale, est représenté par un maire, élu pour un mandat de quatre ans renouvelable une fois.